# Agriocnemis pulverulans
Agriocnemis pulverulans är en trollsländeart som först beskrevs av Selys 1877.  Agriocnemis pulverulans ingår i släktet Agriocnemis och familjen dammflicksländor. Inga underarter finns listade i Catalogue of Life.